# 赤列旺堆
赤列旺堆，中华人民共和国政治人物、全国脱贫攻坚先进个人。

## 生平
赤列旺堆任昌都市八宿县林卡乡冷宜村第一书记，八宿县脱贫攻坚指挥部易地搬迁组副组长。因在脱贫攻坚战中作出突出贡献，2021年2月25日全国脱贫攻坚总结表彰大会上，赤列旺堆被授予“全国脱贫攻坚先进个人”。